# Photinia impressivena
Photinia impressivena är en rosväxtart som beskrevs av Bunzo Hayata. Photinia impressivena ingår i släktet Photinia och familjen rosväxter. Utöver nominatformen finns också underarten P. i. urceolocarpa.